# San Trifone (titre cardinalice)
Le titre cardinalice de San Trifone (Saint-Tryphon ou Saint-Triphon) a été institué le 13 mars 1566 par le pape Pie V, et fut supprimé le 13 avril 1587 par le pape Sixte V. Son siège se trouvait en l'Église San Trifone in Posterula, située dans le rione Campo Marzio au centre de Rome.

## Titulaire
L'un des titulaires fut Antoine de Créquy (1531-1574), évêque d'Amiens. Antoine de Croigny, nommé par bulle du Pape le 26 juin 1571, a été élevé à ce grade en tant que Cardinal-Prêtre, alors qu'il était responsable de l'abbaye Saint-Pierre de Cellefroin. Ref : Bulletins et Mémoires de la Société Archéologique et Historique de la Charente, 1893, sixième série, tome III

### Sources
- (it) Cet article est partiellement ou en totalité issu de l’article de Wikipédia en italien intitulé « San Trifone (titolo cardinalizio) » (voir la liste des auteurs).